# Ферни, Уилли (футболист)
Уильям (Уилли) Ферни (англ. William „Willie“ Fernie; 22 ноября 1928, Кингласси, Великобритания — 1 июля 2011, Глазго, Великобритания) — шотландский футболист и тренер, игрок национальной сборной (1954—1958), наиболее известный выступлениями за клуб «Селтик».

## Карьера
Начал свою карьеру в родном городе, выступая за местный клуб Kinglassie Hearts. В 1949 году переехал в Глазго, где получил известность как универсальный футболист, способный успешно выступать в самых разных игровых амплуа. В 1954 году после чемпионского «дубля» в составе «Селтика» в национальном чемпионате был приглашен в сборную Шотландии. Участник двух мировых первенств (1954 и 1958), на которых, впрочем, сборная выступила неудачно. Вместе с «Селтиком» дважды выигрывал Кубок шотландской лиги (1956 и 1957). Зате выступал за английские, шотландские и ирландские, однако особых успехов не снискал, за исключением финала Кубка Шотландии в составе клуба Сент-Миррен.
В 1967 году по завершении игровой карьеры и до 1973 года работал тренером дубля «Селтика». Затем он тренировал Килмарнок, который в 1974 году вывел в первый дивизион. Однако после вылета из него в 1977 году был снят с должности главного тренера. После этого Ферни ушёл из мира футбола и работал таксистом в Глазго.